# Guanba, Qijiang
Guanba (kinesiska: 关坝) är en köping i sydvästra Kina. Den ligger i stadsdistriktet Qijiang i storstadsområdet Chongqing, omkring 87 kilometer söder om det centrala stadsdistriktet Yuzhong. Antalet invånare är 23 898. Befolkningen består av 11 678 kvinnor och 12 220 män. Barn under 15 år utgör 19,0 %, vuxna 15-64 år 70 %, och äldre över 65 år 10,0 %.